# Phytoliriomyza lycopersicae
Phytoliriomyza lycopersicae är en tvåvingeart som beskrevs av Pla och De la Cruz 1981. Phytoliriomyza lycopersicae ingår i släktet Phytoliriomyza och familjen minerarflugor.
Artens utbredningsområde är Kuba. Inga underarter finns listade i Catalogue of Life.